# Centro Cultural de España en Malabo
El Centro Cultural de España en Malabo (CCEM) es una institución cultural ubicada en la ciudad de Malabo, capital de Guinea Ecuatorial. Pertenece a la Red de Centros Culturales de AECID (Agencia Española de Cooperación Internacional para el Desarrollo) y está adscrito orgánicamente a la Embajada de España en Malabo.
Como Unidad de Cooperación en el Exterior tiene entre sus líneas prioritarias promover el acceso a la cultura para fortalecer el concepto de ciudadanía, gestionar de manera sostenible el patrimonio cultural del país y promover la relación entre comunicación y cultura, fomentando la creación y las expresiones artísticas locales y el apoyo a las industrias culturales. El Centro Cultural de España en Malabo (CCEM) «comenzó siendo parte del Centro Hispano-Guineano, que era un centro cultural compartido por los dos gobiernos. El CCEM surge dentro del marco de las sucesivas comisiones mixtas entre los gobiernos de España y Guinea Ecuatorial. Y desde el inicio de esta nueva andadura, siempre ha estado presente el objetivo de potenciar la riqueza cultural de Guinea Ecuatorial, sus diferentes lenguas autóctonas, sus diferentes manifestaciones artísticas que, aunque son equiparables a las de los demás países del entorno, tienen una gran peculiaridad. La lengua vehicular que las aglutina es el español y por eso es diferente -no digo mejor, sino diferente-, y es ésa su peculiaridad».
Todas sus actividades son de entrada libre y gratuita. 

## Descripción e historia
El Centro Cultural de España en Malabo se ubica en un edificio de nueva creación de 2280m2 situado entre el aeropuerto y el casco histórico de la ciudad, en el barrio de Caracolas. Cuenta con diversos espacios que acogen la mayor parte de su actividad cultural y es uno de los principales agentes culturales del país.
El antecedente del Centro Cultural de España en Malabo (CCEM) es el Centro Cultural Hispano-Guineano, cuya extinción en 2002 dio lugar a dos centros culturales que se ubicaron en Malabo y Bata: «Los centros culturales en Guinea Ecuatorial son también un buen ejemplo de la imbricación que existe entre cooperación cultural y cooperación para el desarrollo. Desde 1988, el Centro Cultural Hispano-Guineano de Malabo ha venido realizando una encomiable labor de fomento de la vida cultural en un país pobre. De hecho, ha funcionado como el principal foro para que los habitantes de Malabo realizasen actividades culturales, además de dedicarse a la enseñanza del español y las lenguas indígenas (Bubi y Fang) lo que se enmarca dentro del objetivo de la ley de cooperación de fomentar las culturas autóctonas. Este centro ha sido cedido al Gobierno de Guinea Ecuatorial, y en septiembre de 2002 se inaugurará el nuevo Centro Cultural Español en Malabo. Recientemente, en julio de 2001, se ha inaugurado el Centro Cultural Español en Bata, a través del cual se podrá extender la cooperación cultural a la región continental de Guinea Ecuatorial».
Así, conforme al III Plan África, «los Centros Culturales de Malabo y Bata se han consolidado en los últimos años como instituciones de referencia en Guinea Ecuatorial».
Ha sido dirigido por Teresa Siles (2003- 2004), Gloria Nistal (2004-2008), Carlos Contreras (2008 - 2012) y Pilar Sánchez Llorente (2013-2015), Álvaro Ortega Santos (2017-2022) y Sofía Mata Modrón.

## Infraestructura

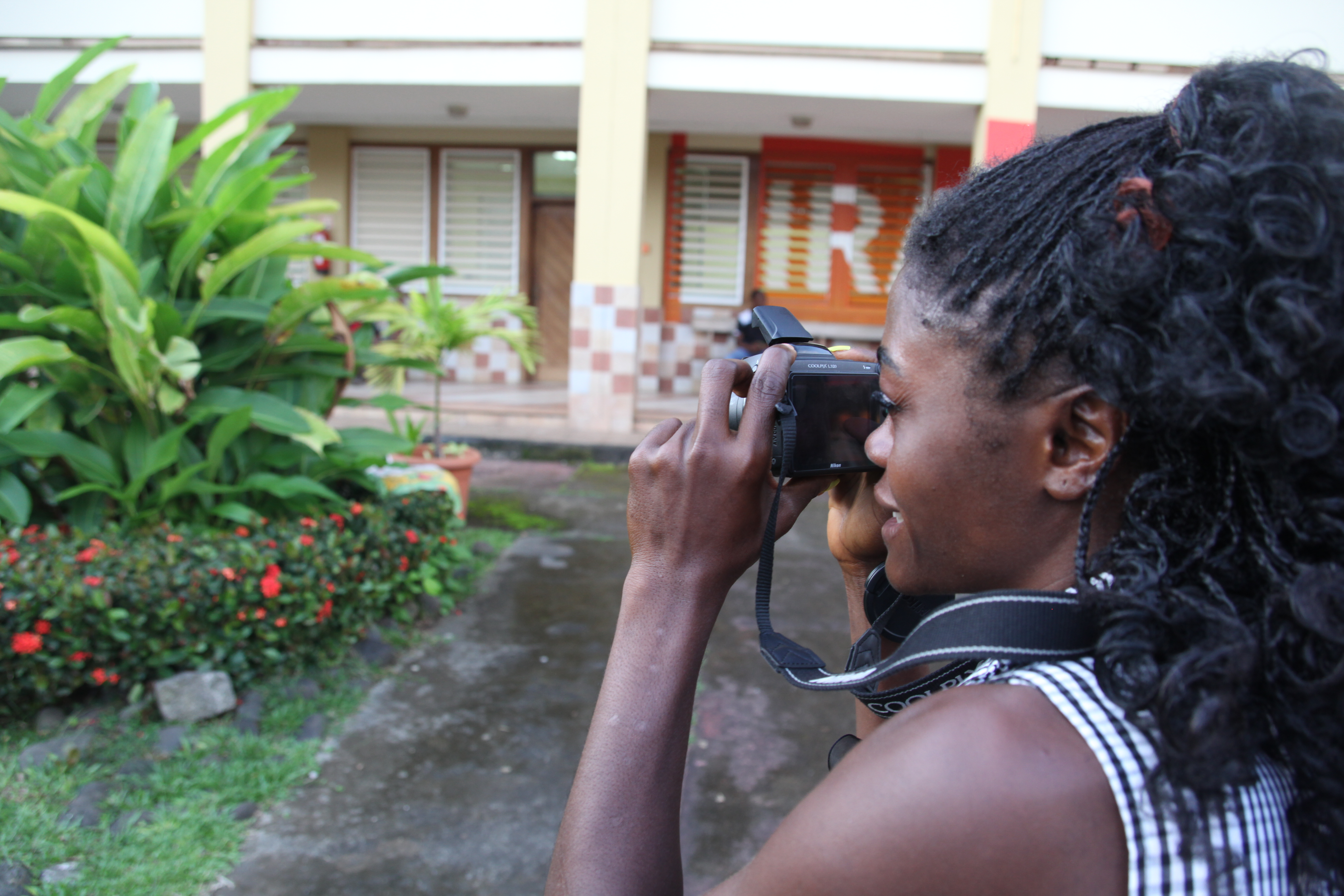
Taller de fotografía en el patio del Centro.

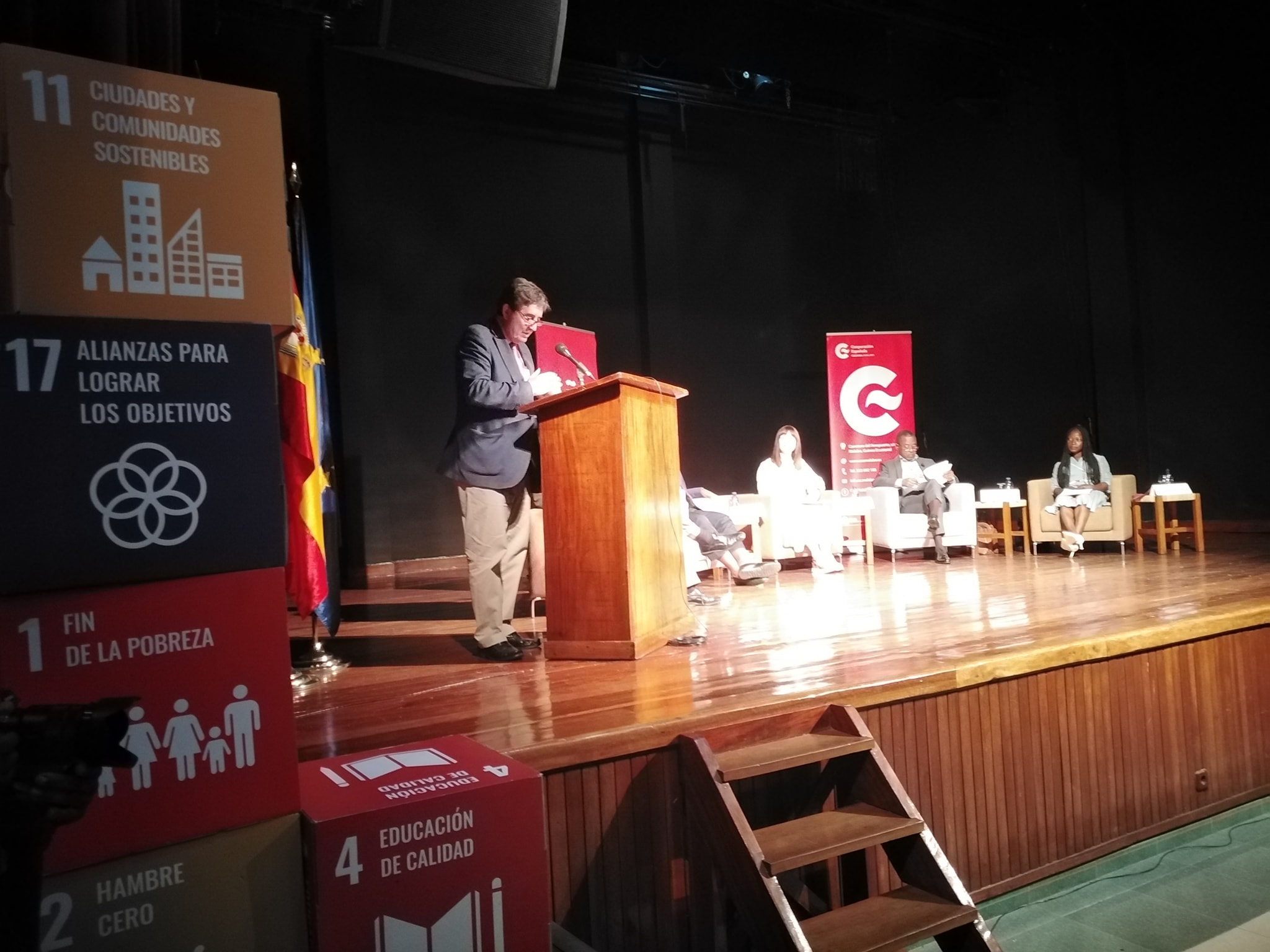
Luis García Montero inaugurando la 15.ª edición de la Tribuna del Hispanismo del Instituto Cervantes en el Centro Cultural de España en Malabo (21 de julio de 2022).

Para realizar su actividad cultural, el arquitecto Joaquín Grau Enguix concibió un edificio de dos plantas distribuido alrededor de un gran patio central - que también acoge actividades al aire libre - que incluye un salón de actos, dos bibliotecas (con dos salas), aulas para talleres, oficinas, cafetería y un estudio de grabación. El mismo edificio es además sede de la Oficina Técnica de Cooperación (OTC) de AECID y Universidad Nacional de Educación a Distancia (UNED) en Malabo.
Las infraestructuras cuentan con una intervención del colectivo Boa Mistura (2014), "Respira el momento", compuesta por «dos anamorfosis en sentidos opuestos, que se leen mientras se pasea por el patio: "Acaricia cada instante" y "Disfruta el momento". El primero dentro de un rectángulo verde que alude a la vegetación que existe en el centro, y el segundo mensaje dentro de una caja roja, el mismo color que las cubiertas. El significado de "vivir el momento" hace referencia a este punto de evasión que el niño puede conseguir dentro de esta escuela», así como del colectivo Basurama (2014), equipando el espacio de coworking «un espacio exterior donde cada día compañías de teatro, coros, grupos de danza y estudiantes realizan sus propias actividades» con materiales estructurales de la vieja Embajada de España. Y Akôo, «una infraestructura de autogestión cultural, un espacio de encuentro, un lugar para el estudio y el trabajo colaborativo y un pequeño escenario en el que producir pequeñas propuestas de actividades», de elaboración colectiva (2013) por mediación del colectivo Inteligencias Colectivas. La entrada del Centro y el espacio expositivo tienen incorporados paneles de madera tallados por el taller de artesanos de Nkogo (Figuras de Guinea Ecuatorial FIDEGUI), dirigido por Simón Bacale:  la memoria del proyecto de construcción recogerá precisamente que «El vestíbulo es la parte del edificio más compleja a pesar de su gran sencillez. Se ha buscado hacer un homenaje a la "Casa de la Palabra" con un orden estructural que conlleva una geometría muy compleja para, dentro de una transparencia incluir un edificio en otro. Además se ha planteado que sus cerramientos sean una monumental celosía escultórica realizada por artesanos locales». Cuenta igualmente con un patio rodeado de corredores, como velado homenaje al emblemático patio con que contó durante dos décadas su predecesor el Centro Cultural Hispano-Guineano.
- Salón de actos / teatro – con capacidad para 250 personas. Escenario de 10 x 7 m².
- Biblioteca integrada en la red de Bibliotecas de la Administración General del Estado-BAGE,[16] está dividida en dos salas, sala de adultos y sala juvenil / infantil – con 50 puestos de lectura y un catálogo de 20.000 libros y películas (Videoteca AECID). A su vez se complementa con la biblioteca universitaria de la Universidad Nacional de Educación a Distancia-UNED en Malabo. Cuenta igualmente con un rincón dedicado a la temática LGTB.[17]
- Aulas de formación y ensayo
- Patio central, con escenario al aire libre, área de estudio y espacio de juegos.[18]
- Casa de la palabra
- Bar /restaurante "Malvaloca"
- Cabina y estudio de grabación
- Sala de exposiciones

En 2015, la Secretaría General Iberoamericana (Segib) y el Ministerio de Asuntos Exteriores y de Cooperación de España firmaron un acuerdo conforme al que se comprometía “el aprovechamiento de dichas infraestructuras por parte de los Estados miembros de la Comunidad Iberoamericana de Naciones, para la realización de actividades concretas de cooperación y promoción cultural”.

## Oferta cultural y educativa

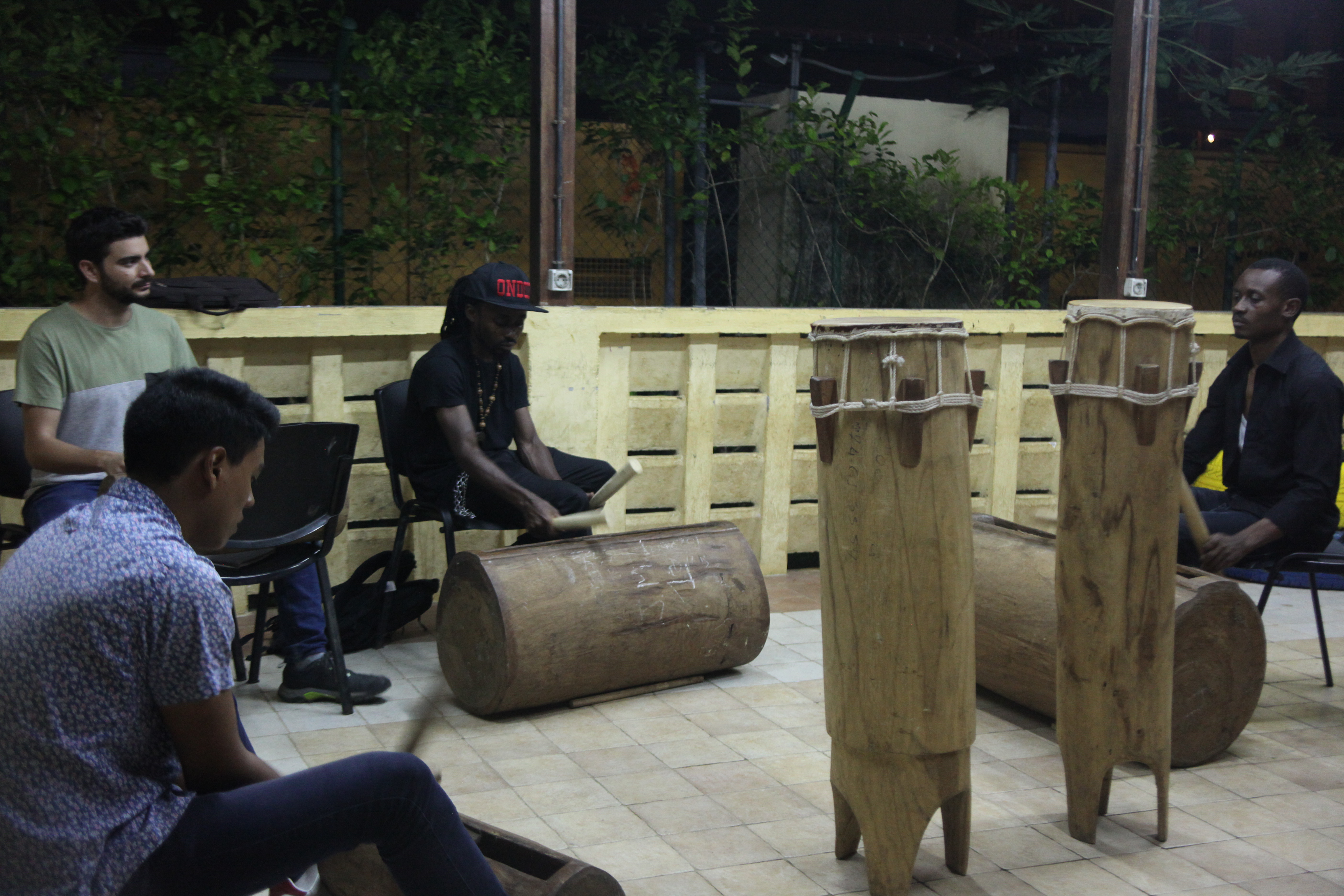
Taller de percusión tradicional de Guinea Ecuatorial en la Casa de la Palabra (Abahá) del Centro Cultural.

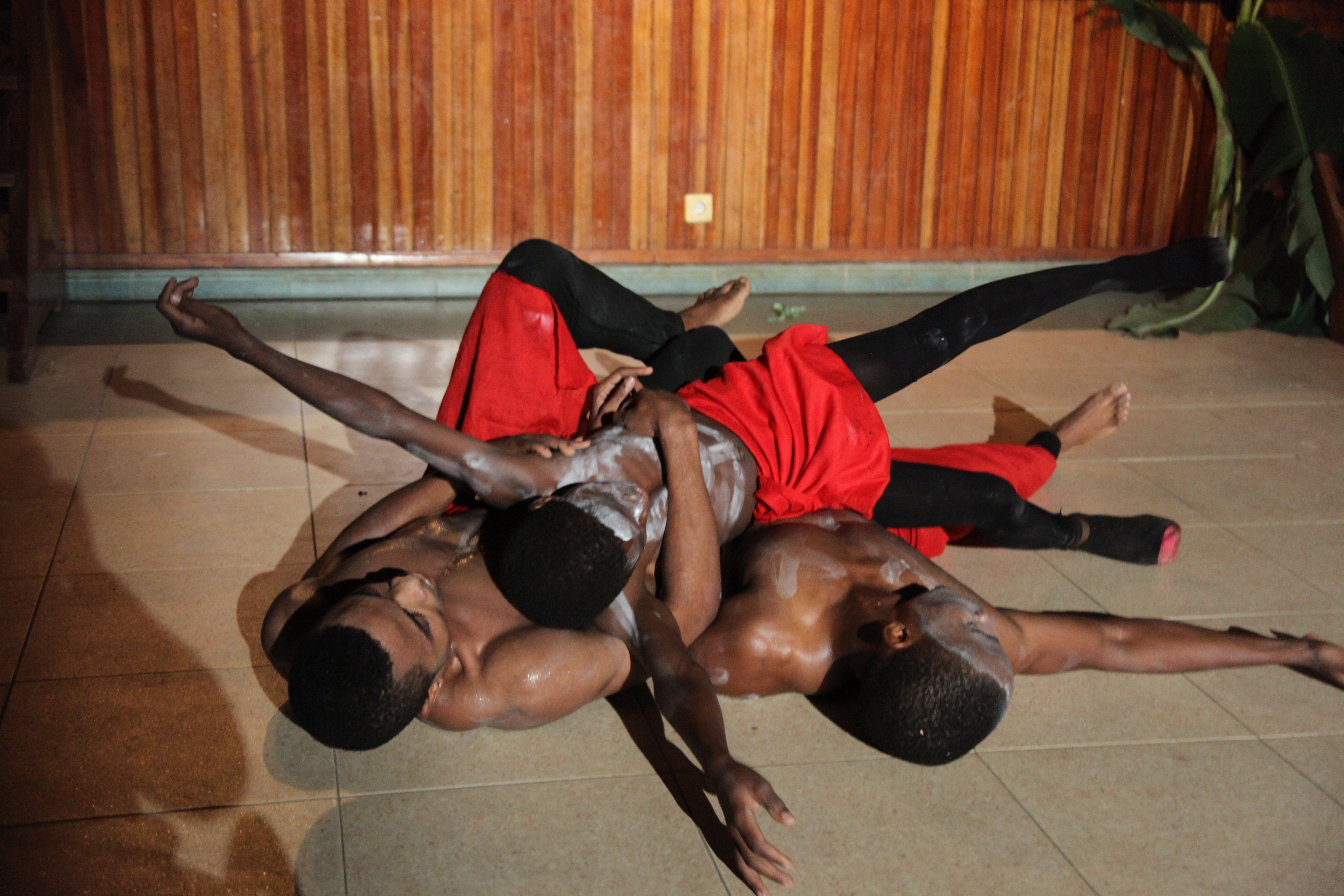
Danza tradicional de Guinea Ecuatorial interpretada por el grupo Elat Moyong en el Centro Cultural.

Su oferta cultural, que engloba a todo tipo de usuarios y usuarias, incluye actividades escénicas (espectáculos de música, danza y teatro), expositivas (artes visuales: fotografía, escultura, pintura) y formativas (talleres y cursos), así como proyección de películas, conferencias y presentaciones de libros. Otras actividades habituales son el club de lectura, la mañana de los niños o las realizadas por el Laboratorio de Recursos Orales.
Conforme a los acuerdos binacionales, sus principales finalidades serán "la organización de conferencias o ciclos de difusión y estudio de las culturas respectivas, de manifestaciones o actividades artísticas o literarias, de bibliotecas, discotecas o colecciones de material audiovisual, de viajes, de proyección de cintas cinematográficas, de representaciones teatrales, de audiciones musicales o de exhibiciones folklóricas de arte y danzas populares, de competencias deportivas, así como cualquier otra actividad de carácter y finalidad similares" e igualmente "la cooperación podrá comprender la realización de seminarios, ciclos de conferencias, programas de formación profesional y actividades análogas", por lo que cuenta con diferentes propuestas docentes en el ámbito artístico y creativo, de apoyo a la investigación del patrimonio intangible, así como de fortalecimiento de la gestión cultural y profesionalizan de las industrias culturales.
En el ámbito de la promoción también se imparten clases de español (niveles A1 a B2), siendo centro examinador del DELE del Instituto Cervantes desde el 2007, y se convocan diversos concursos y eventos anuales, como el Certamen Literario 12 de octubre, el Festival de Cine Itinerante de Guinea Ecuatorial (FECIGE) o el Festival Internacional de Hip Hop de Malabo.
La mayoría de la oferta cultural tiene lugar en la sede del CCEM pero en otras ocasiones se realiza fuera de la misma o de forma conjunta con otras instituciones como la Universidad Nacional de Guinea Ecuatorial (UNGE), la Casa de Cultura de Rebola (CCR) o el Instituto Francés (IFGE) en otras áreas de la ciudad o de la isla de Bioko.

## Servicios
- Biblioteca: sala de adultos/as y sala juvenil e infantil y Videoteca AECID impulsada desde la Filmoteca de la Cooperación Española.
- Acceso libre a internet (wifi)
- Espacios de creación para artistas
- Mesas de estudio y pizarras
- Exámenes DELE
- Cafetería
- Estudio de grabación
- Cajas de lectura
- Ordenadores de libre acceso (9 ordenadores de libre acceso y con internet: 6 en la sala de adultos de la biblioteca y 3 en la sala juvenil e infantil de la biblioteca)

## Publicaciones y difusión

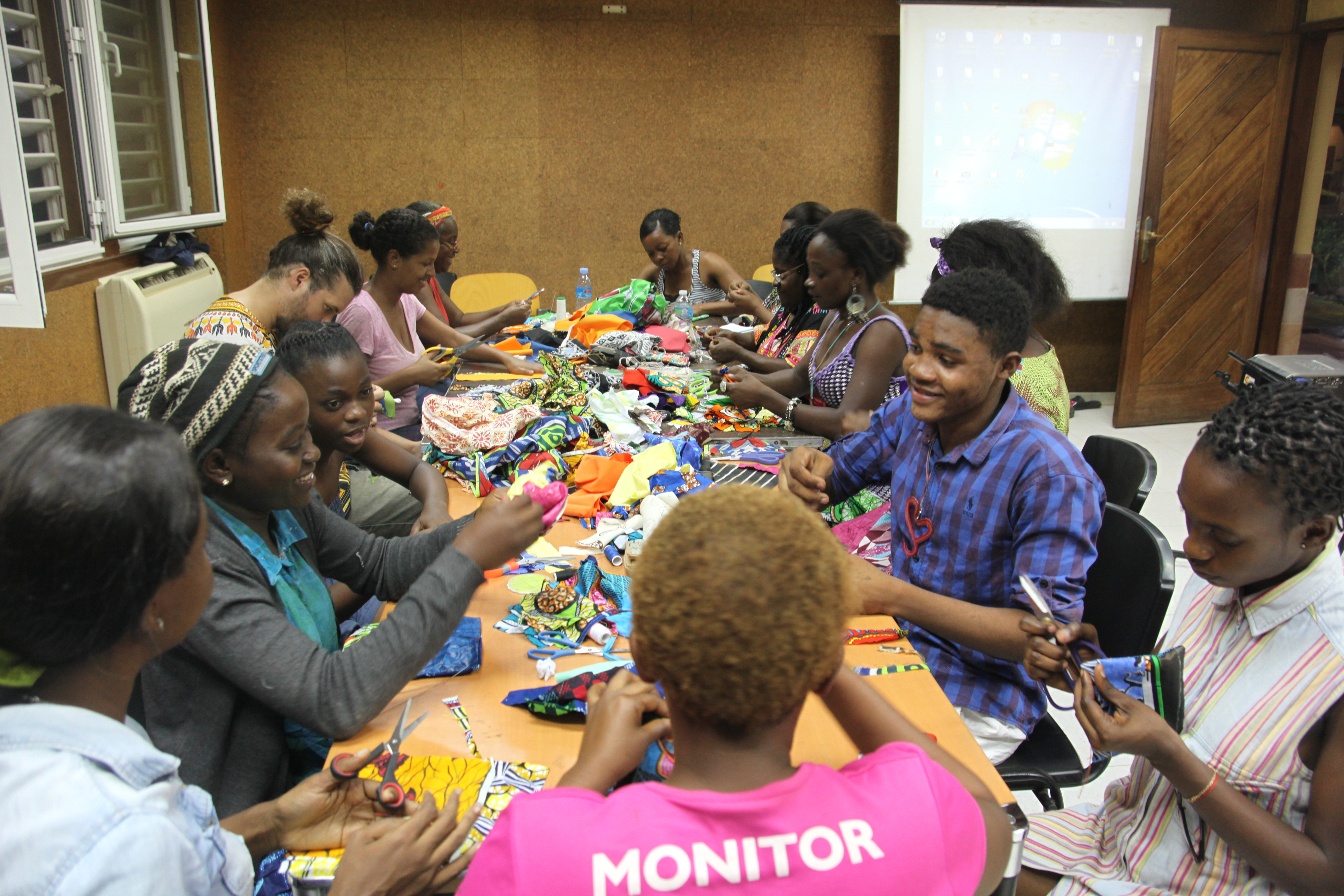
Taller de editoriales cartoneras de los centros culturales de España en Malabo y Bata. Colectivo de mujeres artesanas.

Siguiendo con las dinámicas editoriales del desaparecido Centro Cultural Hispano Guineano, el CCEM ha editado o colaborado en numerosas publicaciones: catálogos de exposiciones, calendarios, libros y revistas culturales. 
Como herencia de las dinámicas editoriales de los 80 y 90, el Centro ha conservado la capacidad de tramitación de ISBN (código 978-84), siendo actualemnte la única entidad que lo realiza en el territorio ecuatorial.
Esta promoción editorial se complementa con los servicio bibliotecarios del Centro, orientados a «fomentar y facilitar el intercambio de toda clase de libros, publicaciones impresas en general y de material audiovisual».
- Libros: financiación de edición de libros de autores ecuatoguineanos en editoriales como Sial, Calambur Editorial, ElCobre o Verbum.
- Revistas culturales: Las históricas revistas de África2000 y El Patio editadas por el Centro Cultural Hispano-Guineano fueron sustituidas por El árbol del centro (2005-2008) y Atanga (ISSN 2521-8867), esta última coeditada desde 2010 con el Centro Cultural de España en Bata.
- Junto con el CCE de Bata, es promotor de una editorial cartonera especializada en escritores nóveles ecuatoguineanos.
- Conjuntamente con la Biblioteca de AECID, las bibliotecas de los Centros Culturales de España en Bata y Malabo han generado el portal Guinea Digital, con libros, catálogos de exposiciones, periódicos, revistas, mapas, registros sonoros y fotografías de las publicaciones institucionales de la Agencia (incluyendo el desaparecido Centro Cultural Hispano-Guineano), a las que se suman documentos del fondo antiguo custodiado en la Biblioteca Hispánica. Igualmente se ha incluido una selección de contenidos de repositorios externos como la Biblioteca Digital Hispánica o la Biblioteca Virtual del Patrimonio Bibliográfico.

El CCEM cuenta con distintas vías para promocionar su oferta cultural.
- Agenda cultural, de periodicidad bimensual
- Página web y perfil en redes sociales
- Espacio radiofónico semanal en Radio Asonga
- Magacín audiovisual cultural Malabeando[26]
- Espacio televisivo semanal en TVGE